# Арамейци
Арамейците (сирийски: ܣܘܪ̈ܝܝܐ или ܐܪ̈ܡܝܐ), известни също като Surjoje, са етническа група, произхождаща от Леванта и Месопотамия, регион в Близкия изток, известен преди като Арам. Арамейците твърдят, че произхождат от древните арамейци една от най-старите цивилизации в света, датираща от 2500 г. пр. н. е. в древна Месопотамия. 
Арамейците говорят различни диалекти на неоарамейския, съвременен вариант на древния арамейски език, като туройо и западен неоарамейски са двата основни говорими субдиалекта. Арамейците са предимно християнска нация, които принадлежат към различни деноминации на сирийското християнство. Арамейците са запазили непрекъсната и отделна идентичност, предшестваща арабизацията в Близкия изток. 
По-голямата част от арамейците живеят в диаспора и са избягали в други региони на света, като Европа, Северна Америка и Австралия. Те са избягали поради ислямско потисничество в родната им родина. Събития като хамидийските кланета и арамейския геноцид и днешното поемане на Ислямска държава в Ирак и Леванта (ИДИЛ) предизвикаха намаляването на арамейците в тези региони. 